# Кравцов, Илья Павлович
Илья Павлович Кравцов (1921—1956) — советский офицер, майор Советской Армии, участник Великой Отечественной и советско-японской войн, Герой Советского Союза (1945).

## Биография

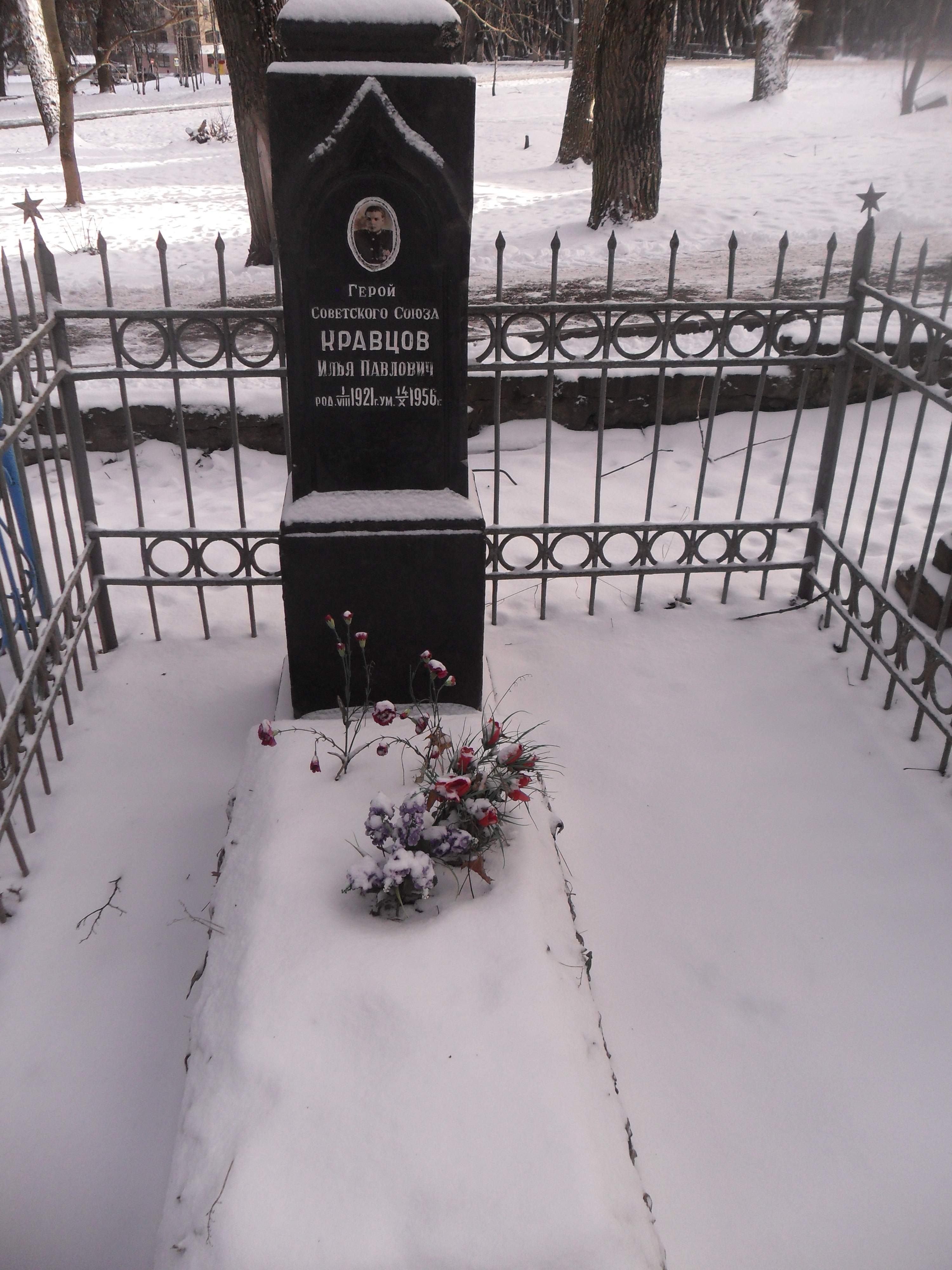
Могила Кравцова на кладбище «Клинок» в Смоленске.

Родился 1 августа 1921 года в деревне Потощино Краснинского уезда в крестьянской семье. В 1926 году вместе с семьёй переехал в Смоленск, где в 1935 году окончил восемь классов школы, затем курсы электросварщиков. В течение трёх лет работал на железной дороге. В 1939 году был призван на службу в Рабоче-крестьянскую Красную армию и направлен на учёбу в Ташкентское военное пехотное училище, которое окончил в 1942 году. С мая 1942 года — на фронтах Великой Отечественной войны. Принимал участие в битве за Кавказ, Курской битве, освобождении Украины. Особо отличился во время битвы за Днепр. К тому времени гвардии лейтенант Илья Кравцов командовал батальоном 256-го стрелкового полка 30-й стрелковой дивизии 47-й армии Воронежского фронта.
В ночь с 25 на 26 сентября 1943 года батальон Кравцова форсировал Днепр в районе города Канев Черкасской области. Неожиданным ударом бойцы батальона выбили немецкие войска с прибрежных высот и окопались. На рассвете противник предпринял контратаку. Во всём батальоне осталось в строю 57 бойцов, но плацдарм был удержан, что позволило командованию полка перебросить на него подкрепления. В ночь с 26 на 27 сентября противник предпринял новую контратаку с участием танков и артиллерии. Контратаку батальону удалось отбить. Кравцов лично вёл огонь по наступающим немецким подразделениям из пулемёта. Преследуя отступающего противника, батальон Кравцова выдвинулся вперёд и закрепился на новых, более выгодных рубежах.
Участвовал в боях за освобождении Венгрии и Чехословакии. В 1944 году окончил курсы усовершенствования комсостава. В том же году вступил в ВКП(б). За время войны дважды был ранен и тяжело контужен. Принимал участие в советско-японской войне.
Указом Президиума Верховного Совета СССР от 25 октября 1945 года за образцовое выполнение заданий командования и проявленные мужество и героизм в боях с немецко-фашистскими захватчиками старшему лейтенанту И. П. Кравцову было присвоено звание Героя Советского Союза с вручением ордена Ленина и медали «Золотая Звезда».
С 1946 года работал в районных военных комиссариатах Алтайского края. Полученные в боях раны сказались на состоянии его здоровья. В 1954 году в связи с тяжелым заболеванием майор И. П. Кравцов был уволен в отставку.
Вернулся на родину. Жил в Смоленске. Скончался 14 октября 1956 года. Похоронен на кладбище «Клинок» в Смоленске.
Награждён орденом Ленина, медалями.